# Martin Childs
Martin Childs (Bedford, 1 de julho de 1954) é um decorador de arte britânico. Venceu o Oscar de melhor direção de arte na edição de 1999 por Shakespeare in Love, ao lado de Jill Quertier.